# 鉄砲 (仕手)
鉄砲（てっぽう）とは、証券取引などにおいて仮名で信用口座を開設し、取次会社などに損失を与える犯罪手口のこと。鉄砲取引。売り逃げ詐欺。

## 概要
実行者はまず取次会社に架空口座をうまく開設し、しばらくの間は現物取引などをくりかえし取次会社を信用させる。のち信用取引口座を開設すると一気に仕手銘柄などを信用枠一杯まで買いつける。うまくその買い付けが成功し価格が高騰すればうまく売り抜け利益を得るが、逆に失敗して価格が下落した場合には追証を支払わないまま身をくらますという手口である。より巧妙には複数の取次会社に口座を開設し、一方の口座から高値で注文をだし、もう一方の口座から安価で買い進めていた銘柄を売りつけ、後者の口座から現金を引き出して身をくらませる手口がある。

## 根拠法
- 金融商品取引法157条

## 事例
- 2007年 - オー・エイチ・ティー株における藍澤證券鉄砲取引事件。
- 2016年8月2日 - さいたま地検はタイに潜伏中の椿康雄元弁護士を証券取引法違反（現在の金融商品取引法、相場操縦）違反容疑で逮捕した[1]。同年7月にタイ警察が不法滞在の容疑で身柄を拘束していた。
- 2016年 ‐ ストリーム株事件